# مايك ديفيس (لاعب كرة سلة)
مايك ديفيس (21 أكتوبر 1988 في الولايات المتحدة - ) (بالإنجليزية: Mike Davis)‏ هو لاعب كرة سلة أمريكي في مركز هجوم قوي الجسم. لعب مع BC Zaporizhzhia ‏.

## وصلات خارجية
- مايك ديفيس (لاعب كرة سلة) على موقع كرة السلة الأوروبية.كوم (الإنجليزية)
- مايك ديفيس (لاعب كرة سلة) على موقع كلية كرة السلة في سبورتس رفرنس.كوم (الإنجليزية)
- مايك ديفيس (لاعب كرة سلة) على موقع ريلجم (الإنجليزية)
- مايك ديفيس (لاعب كرة سلة) على موقع بروبوليرز (الإنجليزية)
- مايك ديفيس (لاعب كرة سلة) على موقع سبورتس رفرنس (الإنجليزية)